# Lijst van wegen in Benin

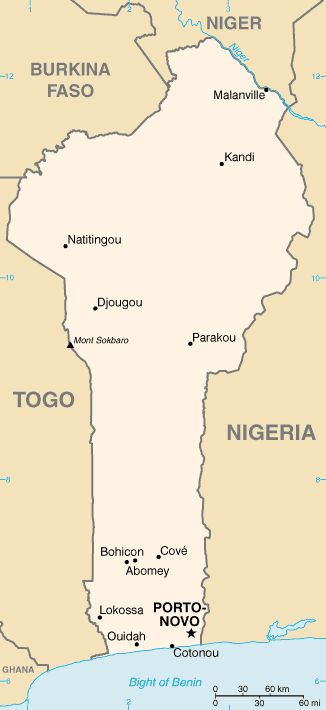
De langgerekte vorm van Benin

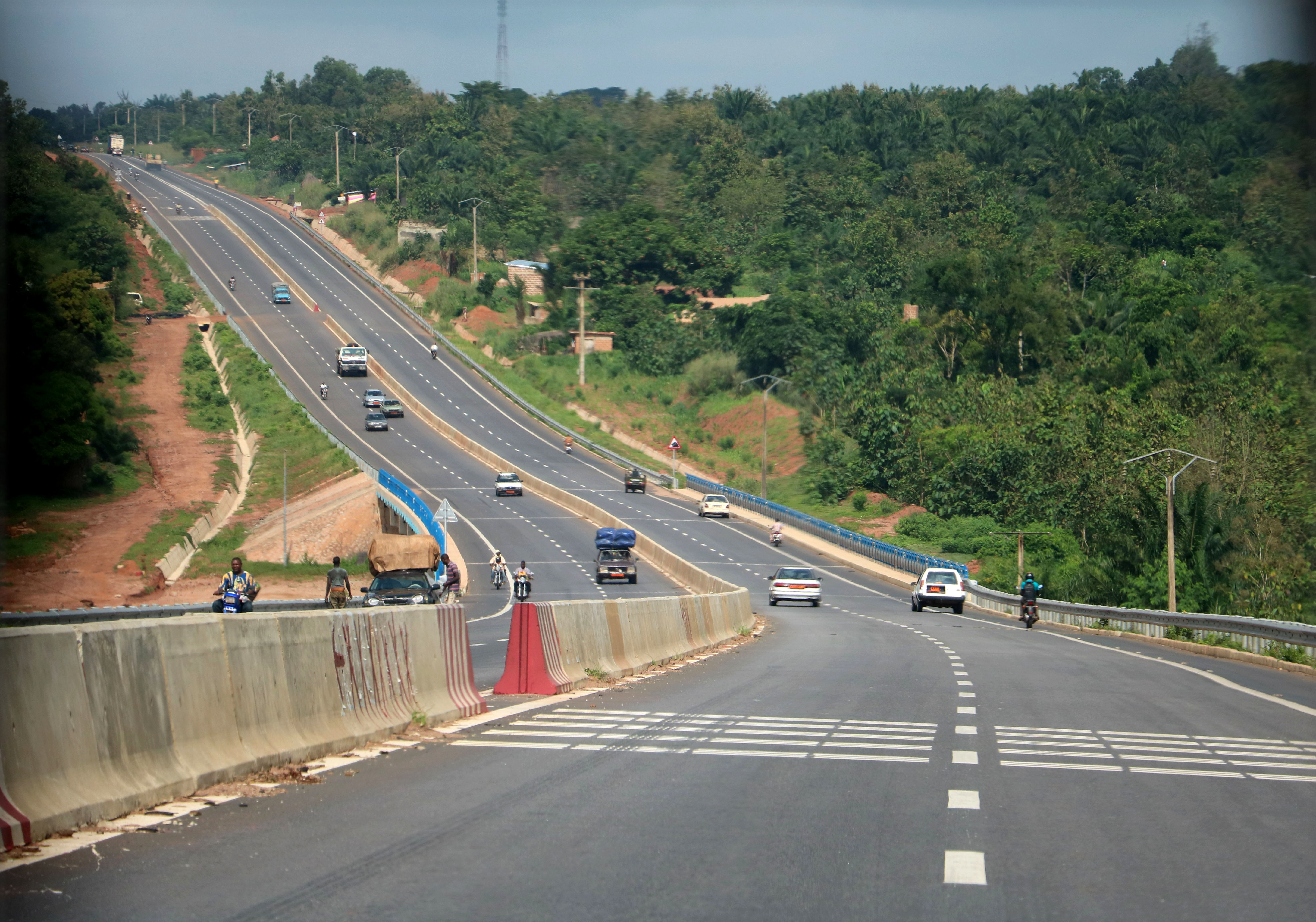
Weg in Benin

Het wegennet van Benin is een netwerk dat vooral uit onverharde wegen bestaat. Alleen de kustweg en de noord-zuidweg tussen Cotonou en het noorden van het land zijn verhard. Er zijn geen autosnelwegen. Door de langgerekte vorm van het land bestaat het wegennet uit enkele noord-zuidassen met veel aftakkingen richting het oosten en het westen.

## Bewegwijzering
Er komt weinig bewegwijzering voor in Benin. De bewegwijzering bestaat uit witte borden met zwarte letters naar Frans model. Wegnummers worden meestal niet aangegeven.

## Verkeersveiligheid
Zaken als wegverlichting en wegmarkering ontbreken grotendeels in Benin. Daardoor is het slecht gesteld met de verkeersveiligheid. Ook de slechte kwaliteit van veel auto's en het ontbreken van tankstations in het noorden, waardoor benzine vaak illegaal en onbetrouwbaar wordt verhandeld, dragen niet positief bij aan de verkeersveiligheid.

## Wegnummering
Uniek aan het Beninse wegnummeringssysteem is dat de belangrijkste wegen niet als nationaal worden beschouwd, maar als internationaal. Er zijn achttien genummerde wegen. Hieronder vallen zeven internationale wegen en elf nationale wegen.

### Internationale wegen
De internationale wegen lopen altijd naar de grens met een buurland en vaak ook tussen twee grenzen. Ze vormen een netwerk van wegen met internationaal belang. Het prefix dat wordt gebruikt is RNIE, een afkorting van route nationale inter-états, wat nationale weg tussen staten betekent.
| Nummer | Route                                            | Lengte |
| ------ | ------------------------------------------------ | ------ |
| RNIE1  | Nigeria - Porto-Novo - Cotonou - Comè - Togo     | 180 km |
| RNIE2  | Cotonou - Bohicon - Parakou - Malanville - Niger | 750 km |
| RNIE3  | Dassa-Zoumè - Djougou - Burkina Faso             | 450 km |
| RNIE4  | Nigeria - Ketou - Bohicon - Abomey - Togo        | 160 km |
| RNIE5  | Nigeria - Savè - Savalou - Togo                  | 150 km |
| RNIE6  | Nigeria - Nikki - Parakou - Djougou - Togo       | 340 km |
| RNIE7  | Nigeria - Segbana - Kandi - Burkina Faso         |        |

### Nationale wegen
De nationale wegen vormen verbindingen die niet van internationaal belang zijn. Daardoor lopen de wegen zelden naar de grens met een buurland. Het prefix dat wordt gebruikt is RN, een afkorting van route nationale, wat nationale weg betekent.
| Nummer | Route                     | Lengte |
| ------ | ------------------------- | ------ |
| RN1    | Ouidah - Allada           | 40 km  |
| RN2    | Comè - Lokossa - Aplahoué | 80 km  |
| RN3    | Sakété - Pobe - Ketou     | 100 km |
| RN4    | Masse - Akpro-Misserete   | 100 km |
| RN5    | Tchaourou - Beterou       | 55 km  |
| RN6    | Djougou - Nikki           | 180 km |
| RN7    | Guessou-Sud - Kouandé     | 120 km |
| RN8    | Djougou – Banikoara       | 210 km |
| RN9    | Tanguiéta - Datori - Togo | 65 km  |
| RN10   | Bessassi - Segbana        | 90 km  |
| RN11   | Porto-Novo - Idi Iroko    | 50 km  |

Algerije · Angola · Benin · Botswana · Burkina Faso · Burundi · Centraal-Afrikaanse Republiek · Comoren · Congo-Brazzaville · Congo-Kinshasa · Djibouti · Egypte · Equatoriaal-Guinea · Eritrea · Ethiopië · Gabon · Gambia · Ghana · Guinee · Guinee-Bissau · Ivoorkust · Kaapverdië · Kameroen · Kenia · Lesotho · Liberia · Libië · Madagaskar · Malawi · Mali · Mauritanië · Mauritius · Marokko · Mozambique · Namibië · Niger · Nigeria · Oeganda · Rwanda · Sao Tomé en Principe · Senegal · Seychellen · Sierra Leone · Somalië · Soedan · Swaziland · Tanzania · Tsjaad · Togo · Tunesië · Zambia · Zimbabwe · Zuid-Afrika · Zuid-Soedan